# Kevin Staut
Kevin Staut, född den 15 november 1980 i Yvelines, är en fransk ryttare.
Han tog OS-guld i lagtävlingen i hoppning i samband med de olympiska tävlingarna i ridsport 2016 i Rio de Janeiro.

## Topphästar
- Reveur de Hurtebise (Vallack född 2001), Fux Belgisk sporthäst, e:Kashmir van Schuttershof u:Laika du Radoux ue:Capricieux des Six Censes tävlades tidigare av Malin Bayard